# Чумаченко, Феодосий
Феодосий (Федосей) Чумаченко (рум. Feodosiy Ciumacenco, род. 27 января 1973, Бендеры) — молдавский легкоатлет, выступающий в спортивной ходьбе. Участник летних Олимпийских игр 1996, 2000, 2004 и 2008 годов.

## Биография
Феодосий (Федосей) Чумаченко родился 27 января 1973 года в городе Бендеры Молдавской ССР (сейчас в Приднестровье).
Выступал в легкоатлетических соревнованиях за «Динамо».
В 1996 году вошёл в состав сборной Молдавии на летних Олимпийских играх в Атланте. В ходьбе на 20 км занял 40-е место, показав результат 1 час 27 минут 57 секунд и уступив 7 минут 50 секунд завоевавшему золото Джефферсону Пересу из Эквадора. Также был заявлен в ходьбе на 50 км, но не вышел на старт.
В 1998 году на чемпионате Европы в Будапеште занял 19-е место в ходьбе на 20 км.
24 сентября 1999 года установил рекорд Молдавии в ходьбе на 50 км — 4.01.38.
В 2000 году вошёл в состав сборной Молдавии на летних Олимпийских играх в Сиднее. В ходьбе на 50 км не завершил выступление из-за дисквалификации.
В 2001 году в Кубке Европы по ходьбе в Дудинце занял 43-е место на дистанции 20 км.
В 2004 году вошёл в состав сборной Молдавии на летних Олимпийских играх в Афинах. В ходьбе на 20 км занял 34-е место, показав результат 1:29.06 и уступив 9 минут 26 секунд ставшему чемпионом Ивано Бруньетти из Италии.
В 2008 году вошёл в состав сборной Молдавии на летних Олимпийских играх в Пекине. В ходьбе на 20 км занял 47-е место, показав результат 1:31.37 и уступив 12 минут 36 секунд завоевавшему золото Валерию Борчину из России.
Трижды участвовал в чемпионатах мира в ходьбе на 20 км. В 1997 году в Афинах занял 30-е место, в 1999 году в Севилье — 22-е, в 2003 году в Париже — 25-е.

## Личные рекорды
- Ходьба на 5000 метров — 22.55,6 (30 мая 2021, Кишинёв)[6]
- Ходьба на 10 000 метров — 42.36,5 (31 мая 2008, Кишинёв)[6]
- Ходьба на 10 км — 40.14 (5 октября 2003, Ивано-Франковск)[6]
- Ходьба на 20 км — 1:23.46 (23 февраля 2008, Адлер)[6]
- Ходьба на 50 км — 4:01.38 (24 сентября 1999, Киев)[6]
- Ходьба на 5000 метров (в помещении) — 23.52,35 (7 февраля 2021, Кишинёв)[6]
- Ходьба на 10 000 метров (в помещении) — 41.15,8 (5 февраля 2010, Кишинёв)[6]